# Sakaguchi Ango

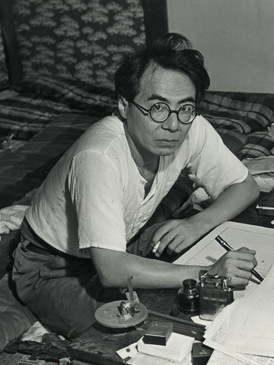
Sakaguchi Ango (1946)

Sakaguchi Ango (japanisch 坂口 安吾; eigentlich: 坂口 炳五 Sakaguchi Heigo; * 20. Oktober 1906 in Niitsu Präfektur Niigata; † 17. Februar 1955 in Kiryū) war ein japanischer Erzähler und Essayist.

## Leben
Ango wurde als elftes von zwölf Kindern einer wohlhabenden Grundbesitzer-Familie geboren. Sein Vater war Lokalpolitiker und Präsident der Niigata-Shimbun. Ango studierte von 1926 bis 1930 an der Tōyō-Universität indische Philosophie. Von 1931 an gab er gemeinsam mit Freunden die Literaturzeitschrift heraus, in der er erste kleine Erzählungen publizierte. 1931 debütierte er mit den Erzählungen „Aus dem Weinkeller, in dem ein eisiger Wind weht“ (Kogarashi no sakagura kara), „Das Dorf Kurotani“ (Kurotani mura) und „Dr. Wind“ (Kaze hakase). Obgleich er für seinen folgenden Roman „Geschichte eines Schneesturms“ (Fubuki monogatari) erste Anerkennung erhielt, gelang ihm erst nach dem Zweiten Weltkrieg mit den Werken „Die Wahnsinnige“ (Hakuchi), „Der Mantel und der blaue Himmel“ (Gaitō to aozora) und der grotesken Erzählung „In dem in voller Blüte stehenden Kirschenwald“ (Sakura no mori no mankai no shita) der Durchbruch. Thematisch ist Angos Werk von der Furcht und dem Verlorensein des modernen Menschen geprägt.
Mit 27 Jahren lernte er Yada Tsuneko kennen, mit der er ein Vagabunden- und Bohemienleben führte. 1947 heiratete er die Schriftstellerin Kaji Michiyo, mit der er eine Tochter hatte. Er starb 1955 im Alter von nur 48 Jahren in seinem Haus an einem Hirnaneurysma. Seit 2006 vergibt die Stadt Niigata zu seinem Andenken den Ango-Preis (安吾賞, Angoshō).

## Preise und Auszeichnungen
- 1949 Nihon Suiri Sakka Kyōkaishō (日本推理作家協会賞, Mystery Writers of Japan Awards )

## Werke (Auswahl)
- 1931 „Dr. Wind“ (風博士, Kaze hakase)
- 1935 „Das Dorf Kurotani“ (黒谷村, Kurotani mura)
- 1938 „Geschichte eines Schneesturms“ (吹雪物語, Fubuki monogatari)
- 1942 „Die Perle“ (真珠, Shinju)
- 1947 „Die Wahnsinnige“ (白痴, Hakuchi)
- 1947 „Der Mantel und der blaue Himmel“ (外套と青空, Gaitō to aozora)
- 1947 „In dem in voller Blüte stehenden Kirschbaumwald“ (桜の森の満開の下, Sakura no mori no mankai no shita)
  - dt. in: Das große Japan-Lesebuch. Goldmann 1994. ISBN 3-442-09886-6